# 인흥군 묘 및 신도비
인흥군 묘 및 신도비는 대한민국 경기도 포천시 영중면 양문리에 있다. 조선후기 왕족 인흥군의 묘이다. 1986년 4월 9일 포천시의 향토유적 제28호로 지정되었다.

## 한글 비문
신도비의 북쪽 면 아랫부분에 모두 20자 5행의 옛 한글로 다음과 같이 새겨져 있다.

이비가극히녕검ᄒᆞ니ᄉᆡᆼ심도사람이거오디말라
‘이 비는 극히 영검(靈劍)하니 생심(生心)코 사람이 거오(倨傲)하지 말라’